# 弗利克斯巴士

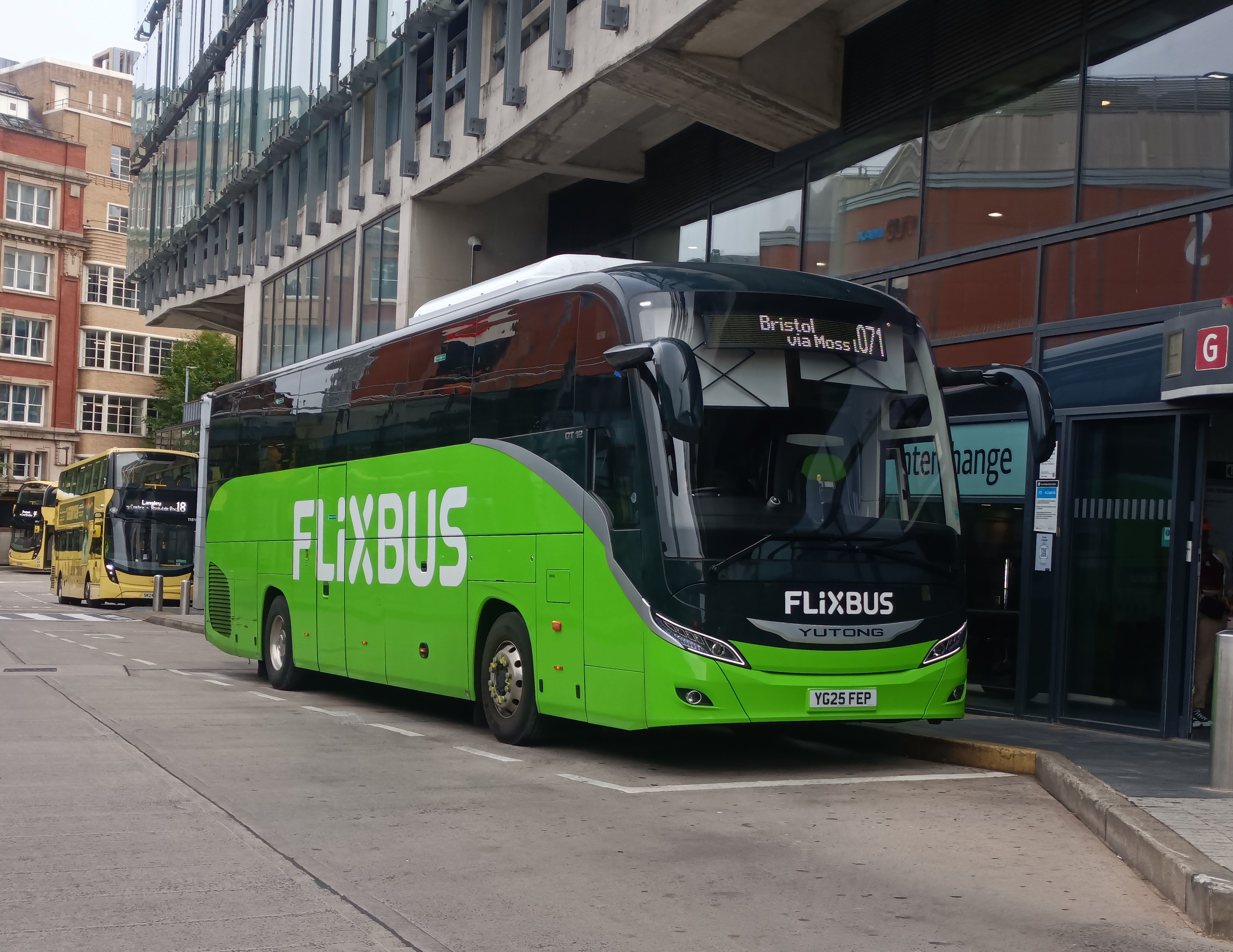
一辆停在曼徹斯特汽车总站的弗利克斯巴士

[[File:
，是由德国弗利克斯交通集團（德語：FlixMobility）擁有的长途大巴品牌，于2013年成立，总部在慕尼黑。弗利克斯巴士致力于创立一种“可靠绿色”的出行方式，来与德国铁路竞争。与传统的大巴公司不同，菲利克斯巴士并不直接拥有旗下的巴士车辆，而是将它们外包给当地的巴士租赁公司来运营，进而实现轻资产和快速扩张。
除了提供巴士旅行之外，于2018年4月在德国以FlixTrain品牌在个别路线上提供火车旅行。 Flixbus在27个国家建立了1400个乘车点，每天提供大約250,000个班次。2018年6月，FlixBus进入美国市场，开始在美国西海岸的加利福尼亚州，亚利桑那州，内华达州提供城际巴士服务，随后进军东海岸市场，与纽约的唐人街大巴公司建立合作。 2021年10月，FlixBus母公司FlixMobility收购灰狗大巴，将其并入FlixBus的订票系统。FlixBus因此成为了北美洲也是欧洲最大的城际巴士网络。

Flixbus 的服务区间

## 历史
- 2019年7月，F轮融资，FlixMobility GmbH获得 Permira, TCV 领投，BlackRock、European Investment Bank、HV Capital、Baillie Gifford等跟投的5亿欧元投资[5]。
- 2021年6月，G轮融资，FlixMobility GmbH获得 Canyon Partners 领投，TCV、BlackRock、General Atlantic、HV Capital、Baillie Gifford等跟投的6.5亿美元投资。[5]

## 业务范围
弗利克斯巴士共有两大业务部门，即线路服务以及包车服务。线路业务面向旅行个体以及小团体，通过售票的形式提供运输服务，并在各主要城市有固定的车站。弗利克斯巴士包车服务针对8人及以上的大团体出行需求，提供点对点的接送服务，接受定制服务。
弗利克斯巴士的线路服务正式开始于2013年，服务范围包括德国、法国、比利时、意大利、奥地利、荷兰、芬兰、捷克、斯洛伐克、克罗地亚、西班牙、西班牙、白俄罗斯（暂停服务）、俄罗斯（暂停服务）、乌克兰、波兰、瑞典、瑞士、挪威等欧洲国家，以及美国，加拿大的北美市场。2016年3月開始服务英国國際路綫，2020年7月英国國内路綫開始服务。2024年開始印度國内路線服务。

## 事故紀錄
弗利克斯巴士營運至今，已發生非常多起交通事故。
- 2017年5月，一輛雙層巴士的駕駛試圖在間隙不足的情況下駛入一座橋下，導致弗利克斯巴士車頂完全被掀掉。[6]
- 2018年5月，一輛巴士在義大利烏迪內附近翻覆並墜毀。車上共有43人，其中26人受傷。[7]
- 2018年8月，一輛從斯德哥爾摩開往柏林的巴士在德國高速公路上轉彎後發生事故，造成16名乘客重傷。[8][9]
- 2018年12月，一輛巴士在蘇黎世附近的高速公路上相撞，造成包括司機在內的兩人死亡。[10]
- 2019年5月，一輛公車在德國發生車禍。 至少三名乘客重傷。 警方初步調查結果顯示，公車司機對這起事故沒有過失。[11]
- 2019年5月，德國一輛公車翻滾撞上道路安全護欄。1人死亡、60人受傷。當地警方調查顯示事故主因為司機睡著了。[12]
- 2019年10月，一輛巴士在比扎內附近翻滾並墜毀。該事故造成1人死亡、17人受傷。[13]
- 2019年11月，一輛巴士在亞眠附近翻車墜毀，造成30多人受傷。[14]
- 2023年2月，一名Uber Eats自行車快遞員在布魯塞爾被一名弗利克斯巴士撞死。事件發生兩個月後，政府和弗利克斯巴士因沒有將公車站移離自行車道而受到批評。[15]
- 2023年6月，一輛巴士在義大利阿韋利諾為躲避另一輛車而轉彎時發生事故，造成1人死亡，26名乘客受傷。
- 2023年7月，捷克共和國一輛巴士與另一輛公車相撞，造成一名司機死亡、76人受傷。[16]
- 2023年9月，一名19歲的奧地利婦女在米歇爾多夫附近公車翻車後死亡，造成20人受傷。[17]
- 2023年12月，一輛從奧地利維也納開往烏克蘭基輔的擁擠的弗利克斯巴士在斯洛伐克科希策特雷比紹夫區翻車，造成9名乘客受傷。[18]
- 2024年1月5日，一輛從蒙特婁開往紐約市的弗利克斯巴士在87號州際公路上翻車，造成1人死亡、11人受傷。[19]
- 2024年3月27日，一輛弗利克斯巴士在從柏林開往蘇黎世的高速公路上轉彎後在萊比錫附近墜毀，造成 5人死亡、20人受傷。[20]
- 2025年1月3日，一輛FlixBus在前往杜布羅夫尼克方向的Perušić 和 Gospić 交界處之間撞上了兩輛汽車。[21]

## 批评
弗利克斯巴士自从2015年与我的远程巴士合并后，先后兼并了德国邮政巴士，继承了梅加巴士（Megabus）在欧洲大陆的运营权。2016年10月，柏林之线巴士也停止运营。2018年兼并了波蘭人巴士，这使得弗利克斯巴士一家独大，随之而来的是大幅的涨价，从而招致部分人的批评。